# Loạt sút luân lưu (bóng đá)
Loạt sút luân lưu (tên chính thức là loạt sút từ chấm phạt đền, tiếng Anh: kicks from the penalty mark) hay luân lưu 11 mét (tiếng Anh: penalty shoot-out) là một phương thức quyết định đội thắng trong một trận thi đấu bóng đá không thể có kết quả hòa, được thực hiện khi hai đội hòa nhau sau thời gian thi đấu chính thức và cả hiệp phụ (nếu có). Trong loạt sút này, mỗi đội lần lượt thực hiện sút để ghi bàn từ chấm phạt đền và đối thủ chỉ được sử dụng thủ môn để cản phá. Mỗi đội có năm lượt sút, mỗi lượt phải được thực hiện bởi một cầu thủ khác nhau; đội có nhiều cú sút thành công hơn sẽ là đội thắng. Loạt sút luân lưu sẽ kết thúc ngay khi một đội đã dẫn trước với khoảng cách quá lớn để đối thủ có thể vượt qua. Nếu tỉ số luân lưu sau năm lượt sút đầu vẫn cân bằng, loạt sút luân lưu sẽ bước vào giai đoạn "cái chết đột ngột". Những cú sút thành công trong loạt sút luân lưu không được tính là bàn thắng cho cầu thủ thực hiện hay cho cả đội và không được tính chung với số bàn thắng trong thời gian thi đấu chính thức (và cả hiệp phụ nếu có). Mặc dù cách thực hiện từng cú sút trong loạt sút luân lưu tương tự như quả đá phạt đền nhưng hai quả đá này có một số điểm khác nhau. Đáng lưu ý nhất là trong loạt sút luân lưu, khi quả bóng đã được đá thì ngoài thủ môn ra, người thực hiện cú sút không được phép lao vào đá bồi.
Loạt sút luân lưu là một trong ba phương thức quyết định thắng thua đang được Luật bóng đá quy định; hai phương pháp còn lại là hiệp phụ và luật bàn thắng sân khách đối với các trận đấu áp dụng thể thức hai lượt. Loạt sút luân lưu thường chỉ sử dụng khi một hoặc cả hai phương pháp còn lại không thể giải quyết được trận đấu. Phương thức quyết định đội thắng của một trận đấu cụ thể được quy định trước bởi ban tổ chức trận đấu. Tại nhiều giải đấu chuyên nghiệp, trận đấu sẽ bước vào hai hiệp phụ, mỗi hiệp kéo dài 15 phút, nếu tỉ số cân bằng sau thời gian thi đấu chính thức; loạt sút luân lưu chỉ diễn ra nếu tỉ số vẫn cân bằng sau hai hiệp phụ.
Mặc dù được áp dụng rộng rãi trong bóng đá từ những năm 1970, loạt sút luân lưu đã bị nhiều người yêu bóng đá chỉ trích: họ cho rằng loạt sút này phụ thuộc nhiều vào may rủi hơn là kỹ năng của cầu thủ và chỉ dựa vào sự đối đầu giữa hai cầu thủ cá nhân, khiến cho bóng đá mất đi tính chất của một bộ môn thể thao đồng đội. Trái ngược lại, một số người cho rằng áp lực tâm lý và sự khó đoán khiến cho loạt luân lưu 11 mét trở thành một trong những màn kết kịch tính nhất ở bất cứ môn thể thao nào.

## Tổng quát
Trong loạt sút luân lưu, các cầu thủ không thực hiện cú sút phải đứng trong vòng tròn trung tâm, trong khi ban huấn luyện và các cầu thủ dự bị vẫn phải đứng ở ngoài sân. Thủ môn của đội sút đứng tại giao điểm giữa đường cầu môn và đường đánh dấu vùng cấm địa (16,5 m/18 thước Anh) gần một trong số các trợ lý trọng tài.
Hòa là kết quả thường gặp trong bóng đá. Loạt luân lưu thường chỉ dùng trong các giải đấu bắt buộc phải có đội thắng đội thua khi trận đấu kết thúc – điều này chủ yếu diễn ra tại các "cúp" có thể thức đấu knockout, trái ngược với các giải thi đấu vòng tròn; loạt luân lưu thường quyết định đội đi tiếp vào vòng tiếp theo của giải đấu hoặc đội vô địch giải. Thường thì hai hiệp phụ phải được thi đấu trước, nhưng vẫn tồn tại các trường hợp "ngoại lệ" như các giải Copa Libertadores, Cúp bóng đá Nam Mỹ (chỉ ở vòng tứ kết và bán kết), Siêu cúp Anh và Cúp EFL. Tuy nhiên, số lượng các trường hợp "ngoại lệ" như vậy đang có xu hướng tăng lên trong những năm gần đây nhằm đảm bảo thể lực cho các cầu thủ ở những đấu trường cấp cao hơn.
Một số giải đấu quy định loạt sút luân lưu có thể được dùng để quyết định thứ hạng của các đội trong một bảng thi đấu vòng tròn, khi hai đội đối đầu nhau ở lượt trận cuối cùng kết thúc bảng đấu với các chỉ số giống nhau, và không có đội nào khác có cùng kết quả như vậy. Điều bất thường này đã từng xảy ra tại Bảng A của Giải vô địch bóng đá nữ U-19 châu Âu 2003, khi đó hai đội Ý và Thụy Điển ngay lập tức bước vào loạt luân lưu sau khi hòa nhau. Đây là quy định chỉ mới được đưa ra gần đây, bằng chứng là việc nó đã không được áp dụng tại Bảng F giải vô địch bóng đá thế giới 1990, khi hai đội Cộng hòa Ireland và Hà Lan phải phân định thứ hạng bằng cách bốc thăm ngay sau khi hòa nhau ở lượt trận cuối của vòng bảng.
Một vài giải đấu như J.League, từng thử nghiệm việc áp dụng loạt luân lưu ngay sau một trận đấu có kết quả hòa, và đội thắng được cộng thêm một điểm. Tại Hoa Kỳ và Canada, giải Major League Soccer từng áp dụng loạt luân lưu ngay sau khi kết thúc thời gian thi đấu chính thức, kể cả trong các trận đấu thường, mặc dù loạt luân lưu này khác so với loạt sút luân lưu tiêu chuẩn (xem bên dưới).
Đội thua trong loạt sút luân lưu bị loại khỏi giải nhưng sẽ không được tính là một trận thua, trong khi đội thắng trong loạt luân lưu được đi tiếp hoặc lên ngôi vô địch nhưng không được tính là đội thắng trận. Ví dụ, đội tuyển Hà Lan được coi là bất bại tại giải vô địch bóng đá thế giới 2014, mặc dù bị loại tại vòng bán kết.

## Quy trình

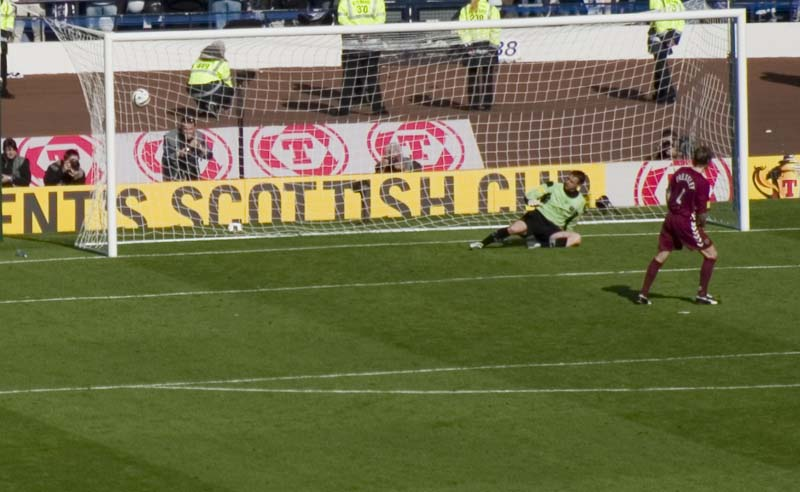
Steven Pressley thực hiện thành công cú đá luân lưu cho Hearts trước Gretna tại Chung kết Cúp quốc gia Scotland 2006

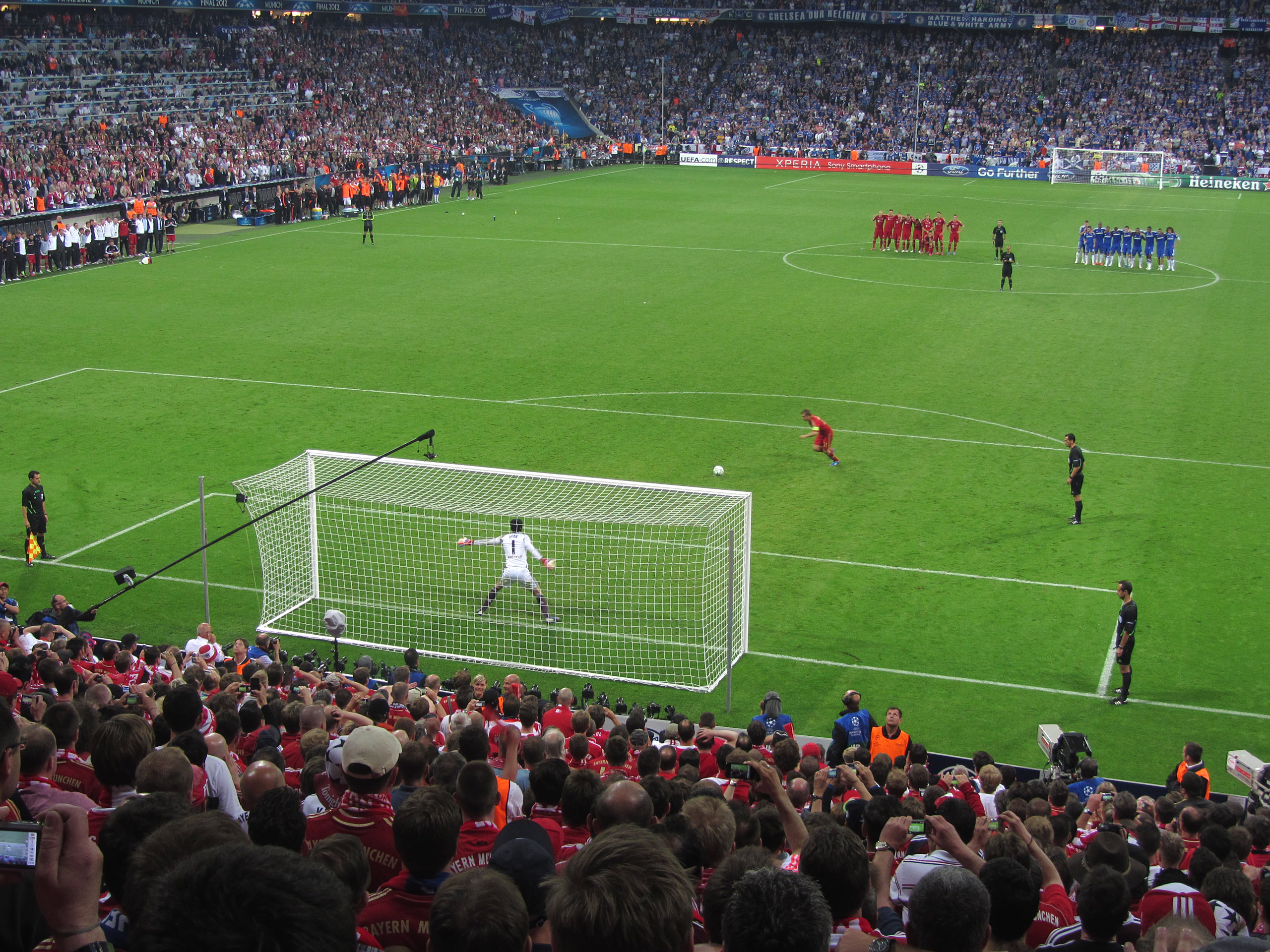
Philipp Lahm chuẩn bị đá thành công quả luân lưu tại Chung kết UEFA Champions League 2012

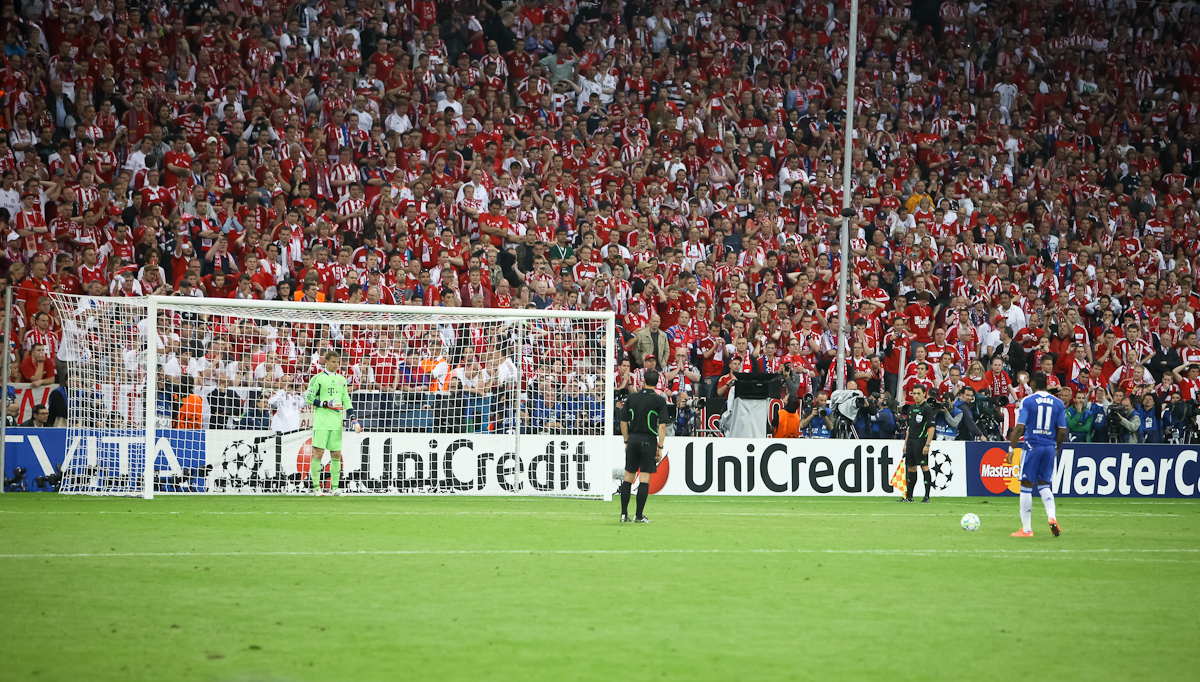
Cú đá luân lưu quyết định của Didier Drogba tại Chung kết UEFA Champions League 2012

Sau đây là tóm tắt quy trình thực hiện loạt sút từ chấm phạt đền. Quy trình này được chỉ định trong Luật 10 ("Quyết định kết quả một trận đấu") tài liệu Luật bóng đá của IFAB (tr. 71).
1. Trọng tài tung đồng xu để quyết định bên khung thành thực hiện loạt sút. Quyết định này chỉ được trọng tài thay đổi vì lý do an toàn nếu khung thành hoặc sân thi đấu không thể sử dụng được.[1]
2. Trọng tài tung đồng xu lần thứ hai để quyết định đội thực hiện quả đá đầu tiên.
3. Tất cả cầu thủ ngoài người thực hiện cú sút và thủ môn phải đứng trong vòng tròn trung tâm của sân (xem ở trên).
4. Mỗi quả đá được thực hiện theo kiểu như đá phạt đền. Mỗi cú sút được thực hiện trên chấm phạt đền, cách đường cầu môn 11 m (12 thước Anh) và cách đều hai đường biên dọc, và chỉ được cản phá bởi thủ môn đối phương. Thủ môn phải đứng giữa hai cột dọc của khung thành và đứng trên đường cầu môn cho đến khi quả bóng được đá; trong lúc đó thủ môn được phép nhảy tại chỗ, vung tay, di chuyển sang hai bên dọc đường cầu môn hoặc đánh lạc hướng người sút.
5. Mỗi đội có trách nhiệm phân thứ tự thực hiện sút cho các cầu thủ đủ điều kiện.
6. Mỗi người sút chỉ được đá bóng một lần. Một khi đã đá, người sút không được chạm lại vào bóng. Chỉ trọng tài mới có quyền quyết định đá lại.
7. Các cầu thủ còn lại của cả hai đội, ngoài người được chỉ định sút và thủ môn, không được chạm vào bóng.[1]
8. Một quả đá được tính là thành công nếu quả bóng, sau khi được đá một lần duy nhất bởi người sút, đi qua đường cầu môn giữa hai cột dọc và xà ngang, mà không chạm bất cứ cầu thủ, trọng tài hoặc người nào khác ngoài thủ môn đối phương. Bóng có thể chạm thủ môn, cột dọc hoặc xà ngang bất cứ bao nhiêu lần trước khi vào lưới miễn là trọng tài nhận định chuyển động của bóng là kết quả của cú đá ban đầu. Điều này đã được định rõ sau sự việc trong loạt sút luân lưu tại giải vô địch bóng đá thế giới 1986 giữa Brazil và Pháp. Cú sút của Bruno Bellone bật ra khỏi cột dọc, đập vào lưng thủ môn Carlos và quay trở lại vào lưới. Trọng tài Ioan Igna công nhận bàn thắng cho Pháp, và đội trưởng Edinho của Brazil phải nhận thẻ vàng do phản ứng với trọng tài vì cho rằng quả đá phải được tính là không thành công ngay khi bóng bật ra khỏi cột dọc. Năm 1987, Hội đồng Liên đoàn Bóng đá Quốc tế (IFAB) quy định lại rõ Luật 14, trong đó có nội dung về các quả đá phạt đền, nhằm bảo vệ quyết định của trọng tài Igna.[9]
9. Các đội lần lượt thực hiện sút từ chấm phạt đền cho đến khi đủ năm quả đá. Tuy nhiên, nếu một đội đã ghi được số bàn thắng nhiều hơn số bàn thắng đội kia có thể ghi được ở những quả đá còn lại, loạt luân lưu sẽ kết thúc ngay lập tức mà không cần thực hiện các lượt sút còn lại. Một ví dụ cho quy định này là tại chung kết giải vô địch bóng đá thế giới 2006, loạt luân lưu kết thúc sau khi Fabio Grosso thực hiện thành công quả đá thứ năm cho đội tuyển Ý, mặc dù đội tuyển Pháp (thực hiện thành công 3 quả) vẫn còn một lượt sút nữa.
10. Nếu sau năm lượt sút hai đội thực hiện thành công số quả đá như nhau, loạt sút luân lưu tiếp tục thực hiện lần lượt mỗi đội một quả cho đến khi một đội thực hiện thành công và đội còn lại đá trượt. Đây được gọi là cái chết đột ngột.
11. Đội thực hiện thành công nhiều lượt sút hơn ở cuối loạt luân lưu là đội thắng trận.
12. Chỉ có các cầu thủ đang chơi trên sân khi kết thúc trận đấu hoặc đang tạm vắng mặt (do bị thương, điều chỉnh dụng cụ, v.v.) mới được tham gia vào loạt đá luân lưu.[1] Nếu ở cuối trận đấu và trước hoặc trong loạt sút một đội có nhiều cầu thủ hơn, cho dù là do chấn thương hoặc thẻ đỏ, thì đội đó phải giảm bớt số cầu thủ trên sân để hai đội có số cầu thủ như nhau. Ví dụ, nếu Đội A có 11 cầu thủ nhưng Đội B chỉ có 10 người, Đội B phải chọn một cầu thủ không tham gia sút luân lưu. Các cầu thủ này thường không có nhiệm vụ gì thêm nữa ngoại trừ việc có thể thay thế cho thủ môn bị chấn thương. Quy tắc này được IFAB giới thiệu vào tháng 2 năm 2000 vì trước khi có quy định này, lượt đá thứ 11 nếu diễn ra sẽ được thực hiện bởi cầu thủ thứ 11 (hay cầu thủ yếu nhất) của đội có nhiều cầu thủ hơn và cầu thủ thứ nhất (hay cầu thủ mạnh nhất) của đội ít cầu thủ hơn.[10] IFAB chính thức thay đổi luật vào năm 2016 nhằm loại bỏ khả năng một đội có thể có lợi thế như vậy nếu một cầu thủ bị chấn thương hoặc bị truất quyền thi đấu trong loạt luân lưu.[11]
13. Một đội có thể thay thủ môn bị chấn thương trong loạt sút luân lưu bằng một cầu thủ dự bị (trong trường hợp đội này chưa dùng hết tối đa quyền thay người được ban tổ chức quy định trước) hoặc bằng cầu thủ trước đó được chọn không tham gia loạt sút luân lưu trong trường hợp phải cân bằng số lượng cầu thủ.[1]
14. Nếu thủ môn bị truất quyền thi đấu trong loạt sút luân lưu, một cầu thủ khác trong đội phải thay thế làm thủ môn.[1]
15. Nếu một cầu thủ ngoài thủ môn bị chấn thương hoặc truất quyền thi đấu trong loạt sút luân lưu, loạt luân lưu sẽ tiếp tục mà không cho phép thay thế cầu thủ. Đội bạn phải giảm số cầu thủ của mình tương ứng với số cầu thủ rời sân của đội kia.[1]
16. Bất cứ cầu thủ nào còn trên sân có thể đóng vai trò thủ môn, và người này không cần thiết phải là cầu thủ chơi ở vị trí thủ môn trước đó trong trận đấu.
17. Không có cầu thủ nào được quyền thực hiện sút lần thứ hai cho đến khi tất cả các cầu thủ còn lại trong đội đã thực hiện lần sút đầu của mình, kể cả thủ môn.
18. Nếu các cầu thủ phải thực hiện thêm lần sút nữa (khi tỉ số luân lưu vẫn cân bằng sau khi tất cả các cầu thủ đã thực hiện lần sút đầu tiên), không bắt buộc họ phải đá theo thứ tự giống hệt trước.[1]
19. Loạt sút từ chấm phạt đền không được trì hoãn khi một cầu thủ rời khỏi sân đấu. Lượt sút của cầu thủ sẽ bị coi như là không thành công nếu cầu thủ này không trở lại sân đúng lúc để thực hiện.
20. Trọng tài không được cho hủy bỏ trận đấu nếu trong loạt sút luân lưu có một đội bị giảm còn dưới bảy cầu thủ.[1]

## Chiến thuật
Cản phá phạt đền là một trong những nhiệm vụ khó khăn nhất của thủ môn. Một số thủ môn phải đoán hướng sút trước để có thời gian đổ người về phía cầu môn. Một nghiên cứu vào năm 2011 được xuất bản trên tạp chí Psychological Science cho thấy tỷ lệ các thủ môn đổ người sang phải là 71% khi đội nhà đang thua, nhưng chỉ còn 48% khi bị dẫn trước và 49% khi đang hòa nhau; hiện tượng này được cho là liên quan tới xu hướng ưa thích bên phải trong một số hành vi của các loài thú xã hội. Một số khác cố gắng đọc cách di chuyển của người sút. Cầu thủ đá phạt có thể làm động tác giả hoặc trì hoãn cú sút để xem trước được hướng thủ môn đổ người. Có cầu thủ chọn cách đá cao và vào chính giữa khung thành, khu vực mà thủ môn bỏ lại sau khi đổ người, nhưng cách này cũng đem lại rủi ro cao nhất là sút vọt xà ngang. Nếu thủ môn cản phá được quả phạt đền trong trận đấu, người sút hoặc đồng đội có thể lao vào đá bồi và ghi bàn; tuy nhiên điều này không được phép xảy ra trong loạt sút luân lưu.
Do toàn bộ loạt sút luân lưu diễn ra ở cùng một bên khung thành, khán giả sau khung gỗ có thể thiên vị một đội và tìm cách đánh lạc hướng đội kia khi họ thực hiện cú sút. Để loại bỏ bất cứ lợi thế nào có thể xảy ra, năm 2016 Luật bóng đá được điều chỉnh để thêm màn tung đồng xu giữa hai đội trước loạt sút luân lưu để quyết định bên khung thành sử dụng cho loạt luân lưu (trước đó quyết định này thuộc về trọng tài). Trọng tài chỉ được thay đổi khung thành vì lý do an toàn hoặc bên khung thành được chọn không thể sử dụng được.
Thủ môn không được dùng các cách đánh lạc hướng như lau giày hay đề nghị trọng tài xem bóng đã được đặt đúng vị trí hay chưa; trọng tài hoàn toàn có thể rút thẻ để cảnh cáo thủ môn về lỗi hành vi phi thể thao. Động tác "chân mì sợi" của thủ môn Bruce Grobbelaar đã làm đánh lạc hướng Francesco Graziani trong loạt sút luân lưu của trận Chung kết Cúp C1 châu Âu 1984. Thủ môn không được di chuyển khỏi đường cầu môn trước để thu hẹp góc sút của cầu thủ đối phương; tranh cãi đã từng xảy ra tại Chung kết UEFA Champions League 2003 khi trong loạt sút luân lưu cả hai thủ môn của hai đội đều phạm lỗi này mà không bị trọng tài phát hiện, hay như trường hợp của thủ môn Jerzy Dudek tại Chung kết UEFA Champions League 2005.

### Nguồn gốc

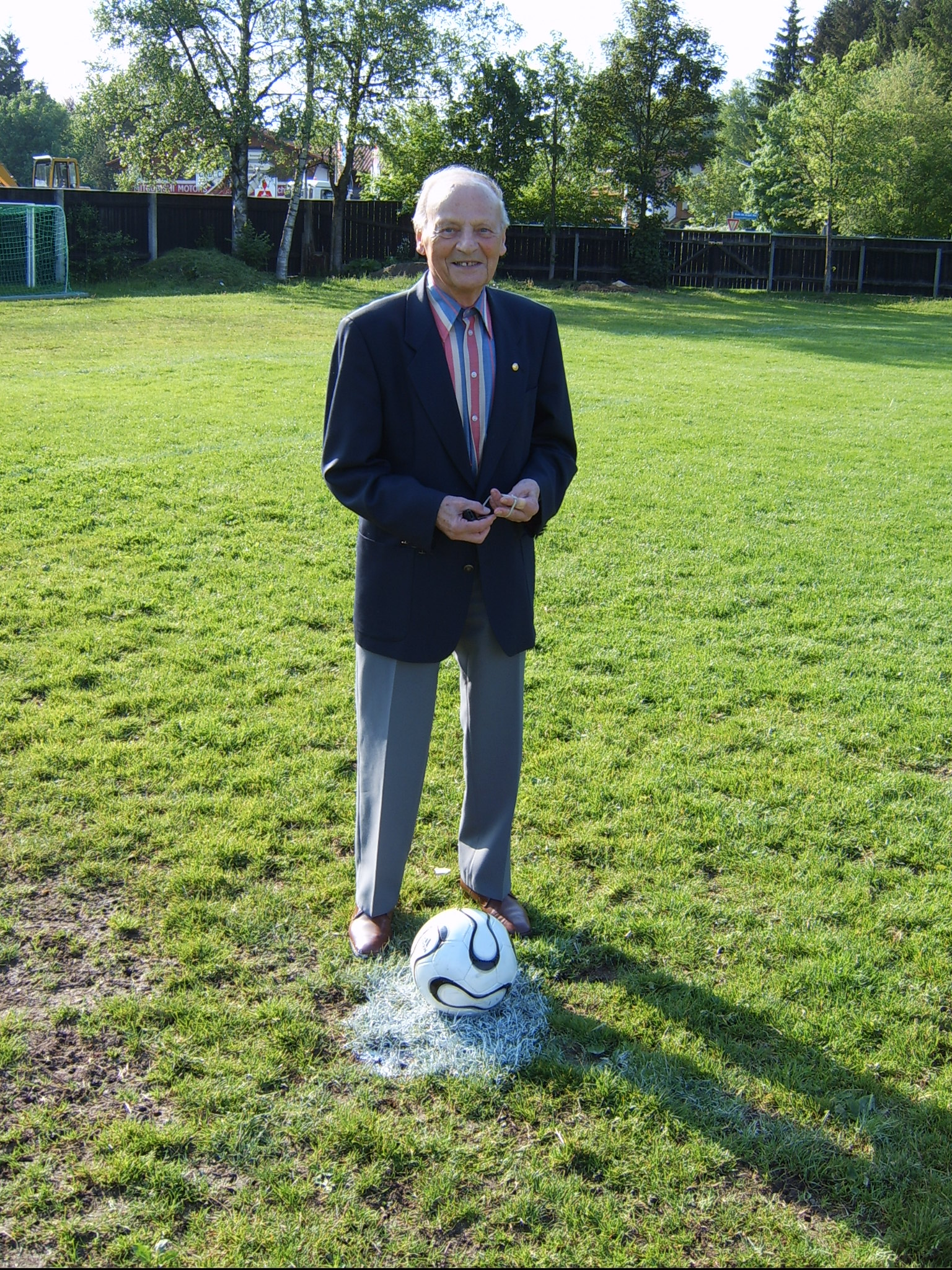
Karl Ward, một trọng tài người Đức đã phát minh ra loạt sút luân lưu

## Lịch sử